# Boris Blank
Pour les articles homonymes, voir Blank.
Boris Blank (de son vrai nom Boris Leibovitch Blank), né le 15 janvier 1952 à Berne, est un musicien suisse.
Il est avant tout célèbre pour le duo qu'il forme avec Dieter Meier dans le groupe de musique électronique Yello. Blank est supposé posséder l'oreille absolue.

## Carrière et biographie succincte

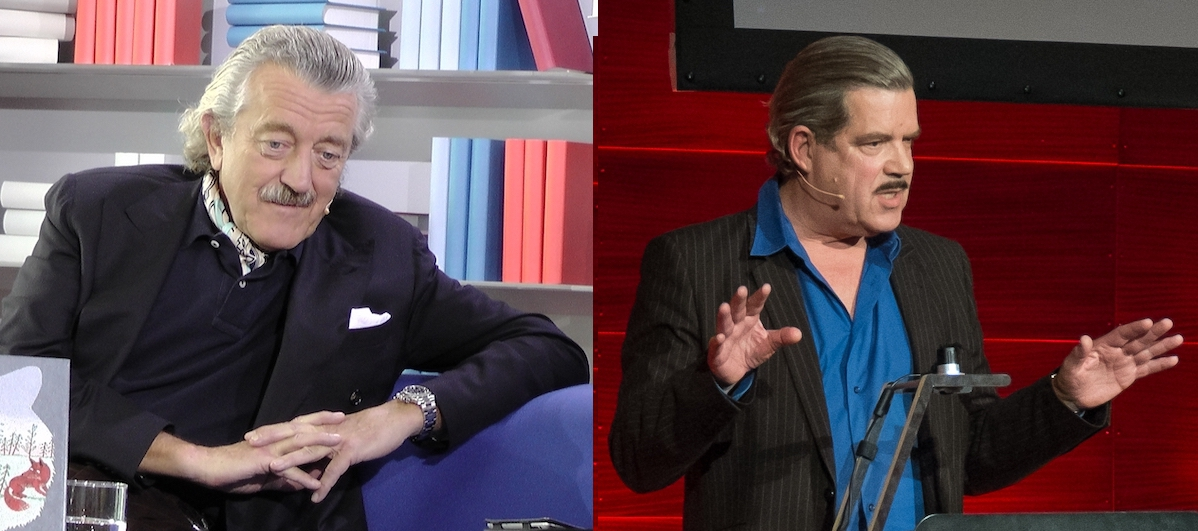
Dieter Meier (partenaire) et Boris Blank

Boris constitue la partie musicale du groupe Yello. Il compose les musiques et est responsable de la tonalité caractéristique de leurs titres, ayant la réputation d'être perfectionniste. Il se considère comme un « constructeur » de musique, commençant la composition de ses morceaux en manipulant ses propres samples avant de finir ceux-ci avec la participation de musiciens professionnels invités pour l'occasion.
Il était déjà passionné de musique dans son enfance, mais n'a jamais suivi de cours théoriques ou pratiques. Il n'a par exemple jamais appris à lire une partition mais fut toujours intéressé par la création de nouveaux sons et de nouveaux samples. Blank commença à expérimenter les effets d'échos et les boucles musicales (tape loops en anglais : jouer en boucle des sons ou des samples enregistré sur des cassettes audios afin de créer un rythme continu) alors qu'il était adolescent. Il enregistra des sons d'écoulement d'eau à partir d'un seau rempli et jouait parallèlement d'une flûte en bambou artisanale qu'il avait lui-même construite. C'est à cette époque qu'il rencontra Carlos Perón. Par la suite, Blank forma un duo efficace avec Dieter Meier, ce dernier s'occupant de la conceptualisation des productions du groupe, du chant et de l'écriture des paroles.
Blank est aveugle d'un œil (bien qu'il ne soit pas borgne, possédant encore ses deux yeux), à la suite d'un accident d'enfance alors qu'il jouait avec de la poudre et des cartouches vides.
Boris vit à Zurich, avec sa femme et leur fille, Olivia.

## Discographie

### Albums studio
- 2014 - Convergence (Malia & Boris Blank)
- 2014 - Electrified
- 2024 - Resonance